# Psilochorus marcuzzii
Psilochorus marcuzzii är en spindelart som beskrevs av Lodovico di Caporiacco 1955. Psilochorus marcuzzii ingår i släktet Psilochorus och familjen dallerspindlar.
Artens utbredningsområde är Venezuela. Inga underarter finns listade i Catalogue of Life.